# Paul Richter (Politiker, 1877)

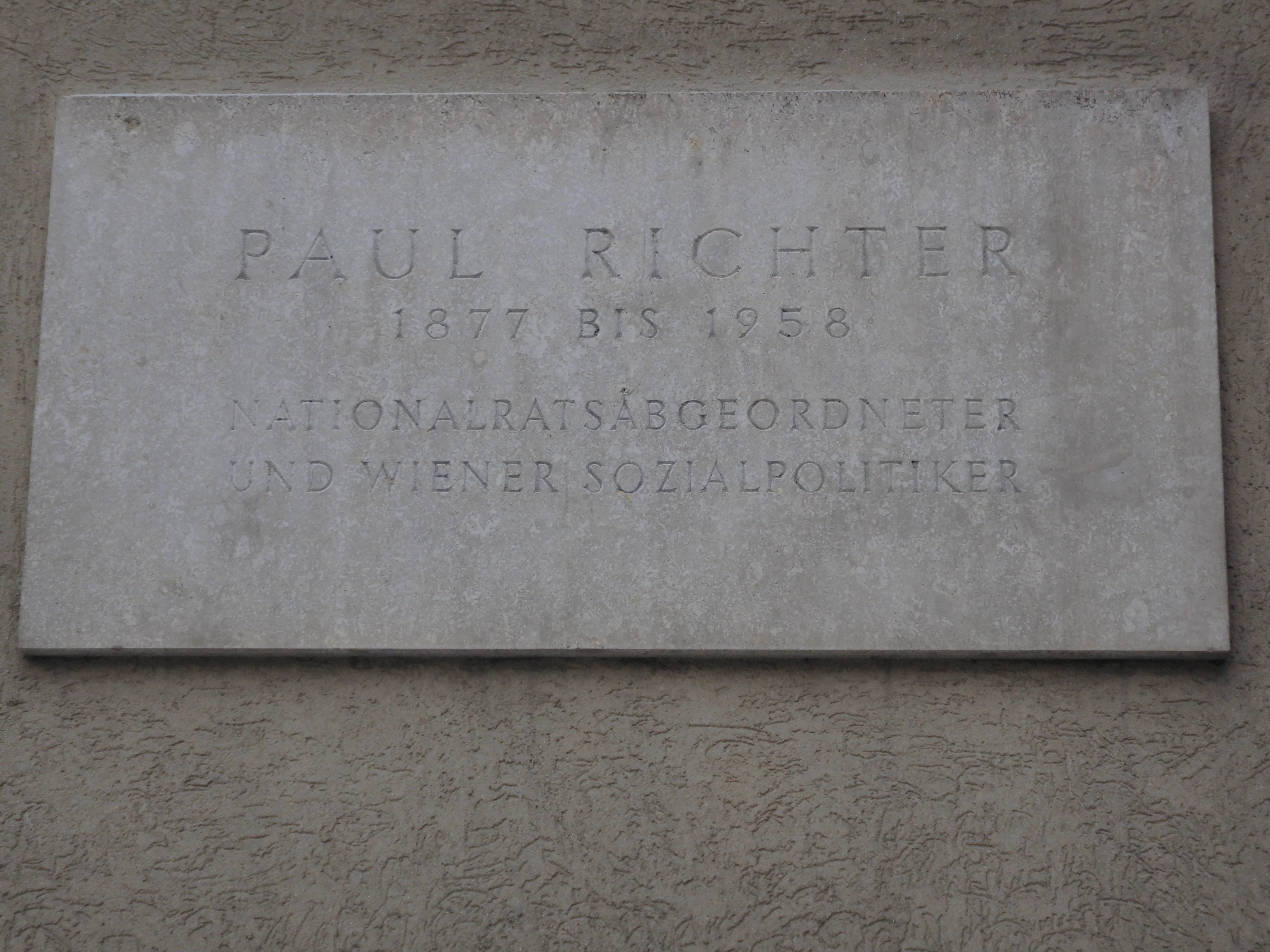
Gedenktafel für Paul Richter

Paul Richter (* 22. November 1877 in Dresden; † 20. Januar 1958 in Wien) war ein österreichischer Politiker der Sozialdemokratischen Arbeiterpartei (SdP).

## Ausbildung und Beruf
Nach dem Besuch der Volks- und Bürgerschule lernte er den Beruf des Ziseleurs. Er besuchte Fortbildungskurse und wurde 1905 Beamter der Allgemeinen Arbeiter-Kranken- und Unterstützungskasse. Von 1922 bis 1934 war er Herausgeber und Chefredakteur der Sozialdemokratischen Mitgliederzeitschrift „Der Sozialdemokrat“.

## Politische Funktionen
- 1896: Gründung des Sozialdemokratischen Wahlvereins Rudolfsheim
- 1902: Mitglied der Landesparteivertretung der SdP Niederösterreich
- 1917: in den Parteivorstand der SdP berufen

Er war auch Abgeordneter zum Provisorischen und zum Gemeinsamen Landtag von Niederösterreich und er war Zentralvorstandsmitglied des Metallarbeiterverbandes.

## Politische Mandate
- 4. März 1919 bis 9. November 1920: Mitglied der Konstituierenden Nationalversammlung, SdP
- 10. November 1920 bis 1. Oktober 1930: Mitglied des Nationalrates (I., II. und III. Gesetzgebungsperiode), SdP
- 2. Dezember 1930 bis 17. Februar 1934: Mitglied des Nationalrates (IV. Gesetzgebungsperiode), SdP

## Sonstiges
Paul Richter verbüßte 1934 und 1944 politische Freiheitsstrafen.